# Okruh (územní jednotka)
Okruh (bulharsky окръг; srbsky  a rusky о́круг; ukrajinsky округа; polsky okręg) slouží nebo sloužil jako označení pro územněsprávní jednotku v některých východoevropských státech. Především se jedná o země bývalého Sovětského svazu, dále pak Srbsko nebo Bulharsko.

## Bulharsko
V Bulharsku byl okruh správní jednotkou první úrovně mezi roky 1946 a 1987. Odpovídaly zhruba dnešním oblastem.

## Carské Rusko
Okruh byl jednou z administrativních součástí oblastí a některých gubernií. Do 20. let 20. století byla na okruhy dělena také kozácká území.

## Sovětský svaz
Ve 20. letech 20. století byly okruhy správními jednotkami oblastí a krajů a byly postupně rozděleny do rajónů. 30. června 1930 byla většina okruhů zrušena. Zbývající okruhy byly zrušeny v RSFSR v období 1930-1946, i když některé zůstaly zachovány v Zakarpatské oblasti Ukrajinské SSR se statutem odpovídajícím rajónu.
Národní okruhy byly jako první vytvořeny v Horské ASSR (součást RSFSR) v roce 1921 jako jednotky sovětské autonomie a další národní okruhy byly vytvořeny v RSFSR pro severní národy. V roce 1977 došlo ke změně ústavy Sovětského svazu, která změnila názvy všech národních okruhů na autonomní okruh.

## Rusko
V současném Rusku je termín okruh používán v těchto případech:
- Federální okruhy Ruska, např. Severozápadní federální okruh
- Autonomní okruhy Ruské federace, např. Čukotský autonomní okruh

Po řadě změn v letech 2005-2008, ztratilo několik autonomních okruhů svojí subjektivitu v rámci federace a jsou dnes považovány za správní území jednotlivých federálních subjektů se kterými byly sloučeny.
Okruh je také používán pro označení správních jednotek dvou (resp. po anexi Krymu tří) federálních měst Ruska: Moskvy, Petrohradu a Sevastopolu.
Dále je pojem okruh užíván k pojmenování některých zemědělských oblastí nebo k pojmenování částí některých sídel, které nejsou zahrnuty do některé konkrétní městské části.

## Srbsko
Srbsko je rozděleno na 29 okruhů mimo hlavní město Bělehrad, které je samostatnou administrativní jednotkou. Z toho 5 okruhů je součástí autonomní oblasti Kosovo a Metochie, která vyhlásila nezávislost a vytvoření Kosovské republiky, Srbskem však neuznané.

## Vojenství
Ve slovanských státech se termín okruh používal i v souvislosti s armádou pro rozdělení území státu na části spadající pod příslušné regionální vojenské velení (např. Východní vojenský okruh a Západní vojenský okruh v ČSSR).